# 岸記念体育会館
岸記念体育会館（きしきねんたいいくかいかん）は、東京都渋谷区神南一丁目1番1号にあったビル。
日本スポーツ協会（旧・日本体育協会）を始め、日本の主なスポーツ競技団体が本部事務所を置き、日本スポーツ界の総本山とも称された。

## 概要
第2代大日本体育協会会長・岸清一の遺言により100万円（現在の28億円ほどに当たる）が寄付されて1940年に東京府神田駿河台（現在の千代田区神田駿河台）に建設。設計者は「岸田日出刀設計顧問、前川國男建築設計事務所設計監理」となっているが、実際に設計を担当したのは丹下健三である。
1964年東京オリンピック開催時にオリンピックの選手村（代々木選手村）に隣接する渋谷区神南に移転（初代会館の跡地には日立本社ビル→御茶ノ水セントラルビルの建設・解体を経て御茶ノ水ソラシティが建つ）。建物前に岸清一の銅像が設置されていた。地下1階に体育協会資料室が併設され、スポーツ関連の書物が閲覧可能になっていた。
塔屋に「岸体育館」と表記されていたので勘違いされることが多いが、体育館の機能はなく、オフィスビルである。

### 移転・解体へ
建物の老朽化・耐震性の問題に加え、2011年7月の日本体協の創立100周年記念を迎えるにあたり、建て替えが検討され、併せてスポーツ界に大きな功績を残した選手などを称える「日本スポーツ殿堂」を館内に設けるプランも検討され、2010年5月には具体的な案を検討する委員会が発足したが、同地は東京都の都市計画公園（代々木公園）の指定を受けている関係で建築物の規制が厳しく、検討作業は難航していた。その間にも日本陸上競技連盟や日本バスケットボール協会などが、耐震設計上の観点から職員の安全確保を理由に移転しており「日本スポーツ界の総本山の屋台骨が揺らぐ事態」や「文化財的建造物の破壊」と懸念する声もあった。
そのような中、都が明治神宮外苑一帯の再整備に併せて同所への移転を提案。2013年9月には、2020年東京オリンピック開催が決定したことを受けて、現在地での建て替えを諦めた上で、国立競技場建設に伴い建て替えが予定されている日本青年館、もしくはナショナルトレーニングセンターへの移転が検討されていると報じられた。
2016年2月には、新宿区霞ヶ丘町地区の東京都所有地に新ビル（地上14階/地下1階）を建てて移転する計画を発表した。新たなビルの名は2018年11月8日に行われた日本スポーツ協会の理事会で「JAPAN SPORT OLYMPIC SQUARE」に決定し、2019年4月に完成した。
2019年5月より順次各競技団体が新施設のJAPAN SPORT OLYMPIC SQUAREへの移転を実施し、完了した後の8月1日から建物の解体が始まった。解体後更地となったあとは代々木公園の一部として整備される予定である。
なお、新施設のJAPAN SPORT OLYMPIC SQUAREは2019年5月16日に竣工式を行い正式にオープンしており、館内には「岸清一メモリアルルーム」が設けられた。

## 入居していた団体
- 日本ラグビーフットボール協会（1965年春から[14]1982年11月まで[15]）
- 日本サッカー協会（1994年まで）
- 日本スポーツ協会（2階）
- 日本オリンピック委員会
- 日本体操協会
- 日本バドミントン協会
- 全日本アーチェリー連盟
- 日本ホッケー協会
- 日本テニス協会
- 日本ハンドボール協会
- 全日本スキー連盟
- 日本スケート連盟
- 日本山岳・スポーツクライミング協会
- 日本ソフトテニス連盟
- 日本中学校体育連盟
- 日本フェンシング協会
- 全日本弓道連盟
- 日本水泳連盟
- 日本カヌー連盟
- 日本オリエンテーリング協会
- 日本卓球協会
- 日本ローイング協会
- 日本ボクシング連盟
- 日本ライフル射撃協会
- 日本セーリング連盟
- 日本綱引連盟
- 日本ウエイトリフティング協会
- 日本クレー射撃協会
- 日本体育学会
- 日本カーリング協会
- 日本レスリング協会
- 日本アイスホッケー連盟
- 日本ソフトボール協会
- 日本近代五種協会
- 日本レクリエーション協会（1966年（昭和41年）3月27日 - 1991年（平成3年）2月）

## アクセス
- JR山手線原宿駅下車明治神宮側出口より徒歩5分
- 東京メトロ千代田線・副都心線明治神宮前駅下車1番出口徒歩5分
- 渋谷駅下車ハチ公側出口徒歩10分